# Col Saint-Martin
De Col Saint-Martin of de Col de la Colmiane is een bergpas in de Alpen op 1.500 m hoogte, in het Franse departement Alpes-Maritimes. De pas ligt tussen de vallei van de Tinée in het westen en de vallei van de Vésubie in het oosten.

## Geschiedenis
De Col Saint-Martin is het hoogste punt van de weg die de dorpen Saint-Martin-Vésubie en Valdeblore met elkaar verbindt. Dankzij deze weg, aangelegd in 1929, kon het wintersportoord Colmiane zich precies op de Col Saint-Martin vestigen. In 1931 werden de eerste skiwedstrijden georganiseerd en in 1932 opende het Grand Hôtel de la Colmiane zijn deuren. In 1933 werden skilessen voor schoolkinderen geïntroduceerd.

## Wielrennen

### Ronde van Frankrijk
De pas werd voor het eerst beklommen in de Ronde van Frankrijk in de negende etappe van 1973. De Spanjaard Pedro Torres was de eerste renner die hier wist te winnen. De Col Saint-Martin werd opnieuw beklommen in de Ronde van Frankrijk van 1975 in de beroemde etappe Nice-Pra Loup, legendarisch vanwege de instorting van Eddy Merckx (na de vuistslag in zijn maag een etappe eerder) en de overname van de gele trui door Bernard Thévenet. Lucien Van Impe was de eerste die boven kwam op de pas. De Ronde van Frankrijk van 2020 reed er in de tweede etappe overheen, met Benoît Cosnefroy op kop. In 2024 kwam Richard Carapaz er als eerste overheen in etappe 20.

### Parijs-Nice
Deze pas stond op het programma van etappe 7 van Parijs-Nice 2017 van Nice naar de Col de la Couillole, en werd beklommen vanaf de oostkant. Het jaar daarop lag de pas aan de finish van etappe 7 van Parijs-Nice, maar nu beklommen vanaf de westkant. Simon Yates viel aan in de laatste kilometers en won de etappe, waarbij hij de gele trui overnam van Luis Léon Sanchez.
In 2020, met de pandemie van het coronavirus die de annulering van de laatste traditionele etappe naar Nice noodzakelijk maakte, was etappe 7 van Parijs-Nice de laatste etappe van de wedstrijd. Nairo Quintana viel aan op 4 kilometer van de top en won de etappe. Maximilian Schachmann behield zijn gele trui ondanks een laatste poging van Tiesj Benoot in de laatste kilometer. Deze finish in La Colmiane was terug te vinden op de 7e etappe van Parijs-Nice 2021. Gele truidrager Primož Roglič won het net voor Gino Mäder.
De zuidoostelijke kant van de pas stond opnieuw op het programma voor etappe 7 in 2024, voor de slotklim naar skioord Auron. De klim werd uiteindelijk afgelast om veiligheidsredenen in verband met de weersomstandigheden.

### Overzicht
Onderstaande tabel geeft aan welke renners en rensters als eerste op de top kwamen tijdens een wielerwedstrijd:
| Nr | Jaar | Koers                                           | Start                   | Finish                 | km    | Eerste boven     |
| -- | ---- | ----------------------------------------------- | ----------------------- | ---------------------- | ----- | ---------------- |
| 14 | 2025 | Mercan'Tour Classic Alpes-Maritimes             | Puget-Théniers          | Valberg                | 152   | Nicola Marcerou  |
| 13 | 2024 | Ronde van Frankrijk (Et. 20)                    | Nice                    | Col de la Couillole    | 132,8 | Richard Carapaz  |
| 12 | 2024 | Mercan'Tour Classic Alpes-Maritimes             | Puget-Théniers          | Valberg                | 168,2 | Rudy Molard      |
| 11 | 2023 | Mercan'Tour Classic Alpes-Maritimes             | Puget-Théniers          | Valberg                | 169,2 | Xavier Cañellas  |
| 10 | 2021 | Mercan'Tour Classic Alpes-Maritimes             | Saint-Sauveur-sur-Tinée | Col de Valberg         | 149,9 | Davide Orrico    |
| 9  | 2021 | Parijs-Nice (Et. 7)                             | Le Broc                 | Valdeblore La Colmiane | 119.2 | Primož Roglič    |
| 8  | 2020 | Ronde van Frankrijk (Et. 2)                     | Nice                    | Nice                   | 185   | Benoît Cosnefroy |
| 7  | 2020 | Parijs-Nice (Et. 7)                             | Nice                    | Valdeblore La Colmiane | 166,5 | Nairo Quintana   |
| 6  | 2018 | Parijs-Nice (Et. 7)                             | Nice                    | Valdeblore La Colmiane | 175   | Simon Yates      |
| 5  | 2017 | Parijs-Nice (Et. 7)                             | Nice                    | Col de la Couillole    | 177   | Lilian Calmejane |
| 4  | 2017 | Grande Boucle Féminine Internationale (Et. 8b)  | Valberg                 | Valdeblore             | 65    | Barbara Heeb     |
| 3  | 2017 | Grande Boucle Féminine Internationale (Et. 12b) | Nice                    | Valdeblore la Colmiane | 77    | Zoelfia Zabirova |
| 2  | 1975 | Ronde van Frankrijk (Et. 15)                    | Nice                    | Pra Loup               | 217,5 | Lucien Van Impe  |
| 1  | 1973 | Ronde van Frankrijk (Et. 9)                     | Embrun                  | Nice                   | 234,5 | Pedro Torres     |